# Шупарка (гміна)
Гміна Шупарка (пол. Gmina Szuparka) — колишня сільська гміна, яка входила до Борщівського повіту Тернопільського воєводства ІІ Речі Посполитої. Адміністративним центром гміни було село Шупарка.
Гміна утворена 1 серпня 1934 року на підставі нового закону про самоуправління (23 березня 1933 року). Гміну створено на основі попередніх гмін: Бабинці, Худіївці, Шупарка, Шишківці.
Площа гміни — 59,46 км²

Кількість житлових будинків — 1163

Кількість мешканців — 5158
У 1939 році з приходом радянської влади, була скасована.